# Alyssa Milano
Alyssa Jayne Milano (New York, 19 december 1972) is een Amerikaans actrice, zangeres, fotografe en kledingontwerpster. Ze is onder meer bekend door rollen in Who's the Boss?, Melrose Place en Charmed. In 2017 speelde ze een essentiële rol in de opkomst van de #MeToo-beweging door hier als een van de eersten over te twitteren. Milano zet zich in voor meerdere goede doelen zoals PETA en ze promoot het vegetarisme.

## Biografie

### Jeugd (1972-1985)
Milano werd geboren als dochter van Thomas "Tom" Milano, een montageman die zorgt voor de muziek in een film, en Lin Milano, een voormalig modeontwerpster en talentenmanager. Milano besloot al op driejarige leeftijd, nadat ze verschillende films op de televisie had gezien, dat ze actrice wilde worden. Milano groeide op in haar geboorteplaats New York. Haar carrière ging uiteindelijk van start op achtjarige leeftijd, toen ze tijdens een open auditie de rol van weeskind June in de Broadway-musical Annie won. Na een looptijd van 18 maanden werd ze vervangen door een jongere actrice en kreeg ze de rol van Adel in de musical Jane Eyre. Nadat haar tijd bij die musical voorbij was, verscheen ze in John O'Keefe's All Night Long in de Manhattan's Second Stage Theatre.
Nadat ze in 1983 een kleine rol had gespeeld in de kleine film Old Enough, waarin ze de zus van de hoofdpersoon uitbeeldde, deed ze auditie voor verscheidene pilots om een carrière in de televisiewereld te beginnen. Toen ze auditie deed voor de rol van Samantha Micelli in Who's the Boss?, had ze het script nog niet gelezen. Desondanks kreeg ze de rol van de tomboy. Voor haar rol moest ze met een Brooklyns accent praten. Ze was hiermee opgegroeid, maar onderdrukte dit accent toen ze het theater in ging. De actrice gaf toe dat ze veel problemen had met het terugkrijgen van dit accent. Who's the Boss werd pas een seizoen later opgepakt door ABC en werd na de première op 20 september 1984 een groot succes.
Milano, die de eerste elf jaar van haar leven heeft doorgebracht in New York, moest voor de opnamen van de televisieserie verhuizen naar Los Angeles. Ze ging er met enkel haar vader heen. Haar moeder bleef achter met haar pasgeboren zoon (Alyssa's broer), omdat ze niet zeker wist of de serie wel langer dan één seizoen uitgezonden zou worden en niet haar leven wilde omgooien voor iets dat van korte duur was. Who's the Boss werd echter een groot succes en niet veel later kwamen ook haar moeder en broer naar de westkust. Milano groeide uit tot een kindster en kreeg om die reden de rol van de dochter van Arnold Schwarzenegger aangeboden in Commando, een actiefilm die in 1985 werd uitgebracht.

### Periode als tieneridool (1986-1992)
Nadat ze in 1986 tegenover John Gielgud was te zien in de jeugdfilm The Canterville Ghost, groeide ze aan het einde van de jaren 80 uit tot een waar tieneridool. In 1988 was ze te zien in twee televisiefilms, die allebei tieneronderwerpen hadden. Zo was ze te zien in Crash Course, een film over een groep zestienjarigen die hun rijbewijs willen halen, en Dance 'Til Dawn, een film over het eindbal. Voor haar rol in de laatste film werd ze genomineerd voor een Young Artist Award. Milano werd al vier keer eerder genomineerd bij dit prijsevenement voor haar rollen in Who's the Boss en Commando.
Ondertussen vergaarde Milano veel populariteit in Japan. Toen daar Commando werd vertoond, begon het publiek zich af te vragen wie ze was. Al snel legde ze interviews af met Japanse journalisten en vertelde ze over haar verleden op Broadway. Een man die bij een platenmaatschappij werkte hoorde dit en bood haar een platencontract aan. In 1989 nam ze de albums Alyssa en Look in My Heart op. Ze werden een enorm succes in Japan, maar het succes in de muziek bereikte nooit Amerika of Europa. Milano maakte uiteindelijk nog drie albums. Haar laatste album werd in 1992 uitgebracht.
Milano vertelde dat ze het als tiener soms moeilijk had, omdat ze opgroeide voor de ogen van het publiek. Een aantal gebeurtenissen die horen bij het opgroeien en die zij als gênant ervaarde werden uitgebreid beschreven in de media. Ze moest het merendeel van de tijd werken en had daarom niet veel vrienden. Ze vond echter veel steun in haar ouders en haar halfzus Elizabeth Hendrickson die de rol van Chloe vertolkt in Y&R, die volgens de actrice zorgden voor balans in haar leven. Milano had als tieneridool veel opties. Zo maakte ze in 1988 de work-outvideo Teen Steam en had ze haar eigen wekelijkse helpdeskrubriek bij het Amerikaanse tijdschrift The Big Bopper. Hier konden tieners haar vragen stellen over gezondheid, uiterlijk en mode. In 1992 maakte ze ook nog een film over het leven op de universiteit: Little Sister.

### Moeilijke overgang (1992-1997)
Nadat Who's the Boss na acht seizoenen in 1992 stop werd gezet, betekende dit ook het einde van Milano's populariteit. Ze moest rond dezelfde tijd de overstap maken naar meer volwassenenrollen, maar had moeite met het krijgen van filmrollen. Men raadde haar af om door te gaan met acteren en ook Milano begon te twijfelen of dit iets was dat ze werkelijk wilde blijven doen. Omdat ze haar imago als "aardige meisje" meer dan zat was, poseerde ze in dat jaar naakt voor het Amerikaanse tijdschrift Bikini Magazine. Daarnaast kreeg ze rollen als volwassene in verscheidene B-films en televisiefilms. In films als Embrace of the Vampire (1994), Deadly Sins (1995) en Poison Ivy II: Lily (1996) was ze ook naakt te zien.
In 1994 had ze een bijrol in Double Dragon. Op de set van de film, waarvoor ze haar haar geel verfde, ontmoette ze Scott Wolf. De twee verloofden zich na een korte relatie en Milano liet zelfs een tatoeage van zijn naam zetten. Tot een huwelijk kwam het echter nooit. Milano raakte steeds meer in de vergetelheid en deed rond 1997 bijna alleen nog maar reclamewerk. Toch leek ze dat jaar terug te komen, toen ze de hoofdrol kreeg in Hugo Pool. Televisiemagnaat Aaron Spelling zag de film en raakte geïnteresseerd in Milano. Hij bood haar uiteindelijk de rol van Jennifer Mancini aan in de populaire televisieserie Melrose Place. Milano accepteerde de rol en was een seizoen lang te zien in de serie. Ze beschreef dit als een 'geweldige ervaring' en sprak vooral lovend over haar samenwerking met Heather Locklear en Spelling.

### Invloed van Charmed (1998-2003)
Toen Milano in Hawaï was voor de opnamen van een aflevering van Fantasy Island, werd ze gebeld door Spelling, die haar dringend nodig had voor de rol van Phoebe Halliwell in Charmed. Lori Rom had officieel de rol van Phoebe, maar trok zich om onbekende redenen terug na de pilotaflevering (sommige bronnen zeiden dat ze zich terugtrok om geloofsredenen). Milano accepteerde de rol en de serie werd een wereldwijd succes.
Rond deze tijd, op 1 januari 1999, trouwde ze ook met zanger Cinjun Tate. Het huwelijk hield echter niet lang stand en de twee scheidden op 20 november dat jaar. Charmed-collega's Holly Marie Combs en Shannen Doherty waren haar bruidsmeisjes op haar bruiloft. Dit is opmerkelijk, aangezien er geruchten rondgingen dat Milano en Doherty inmiddels waren uitgegroeid tot elkaars rivalen.
Problemen ontstonden tijdens de opnamen van het seizoen 2000-2001. Milano gaf in een interview toe niet te kunnen opschieten met de actrice. Er gaan verschillende verhalen rond over wat er is gebeurd. Zo wordt er gezegd dat Milano een ultimatum oplegde bij de producenten: Of Doherty zou eruit gaan, of zij zou de serie verlaten. Andere bronnen beweren echter dat Doherty zelf vroeg om vrijgelaten te worden van haar contract. Wat wel zeker is, is dat Doherty de serie in 2001 verliet. Tijdens haar periode bij Charmed vervulde Milano bijrollen in verscheidene films.

### Leven buiten de film (2003-2007)

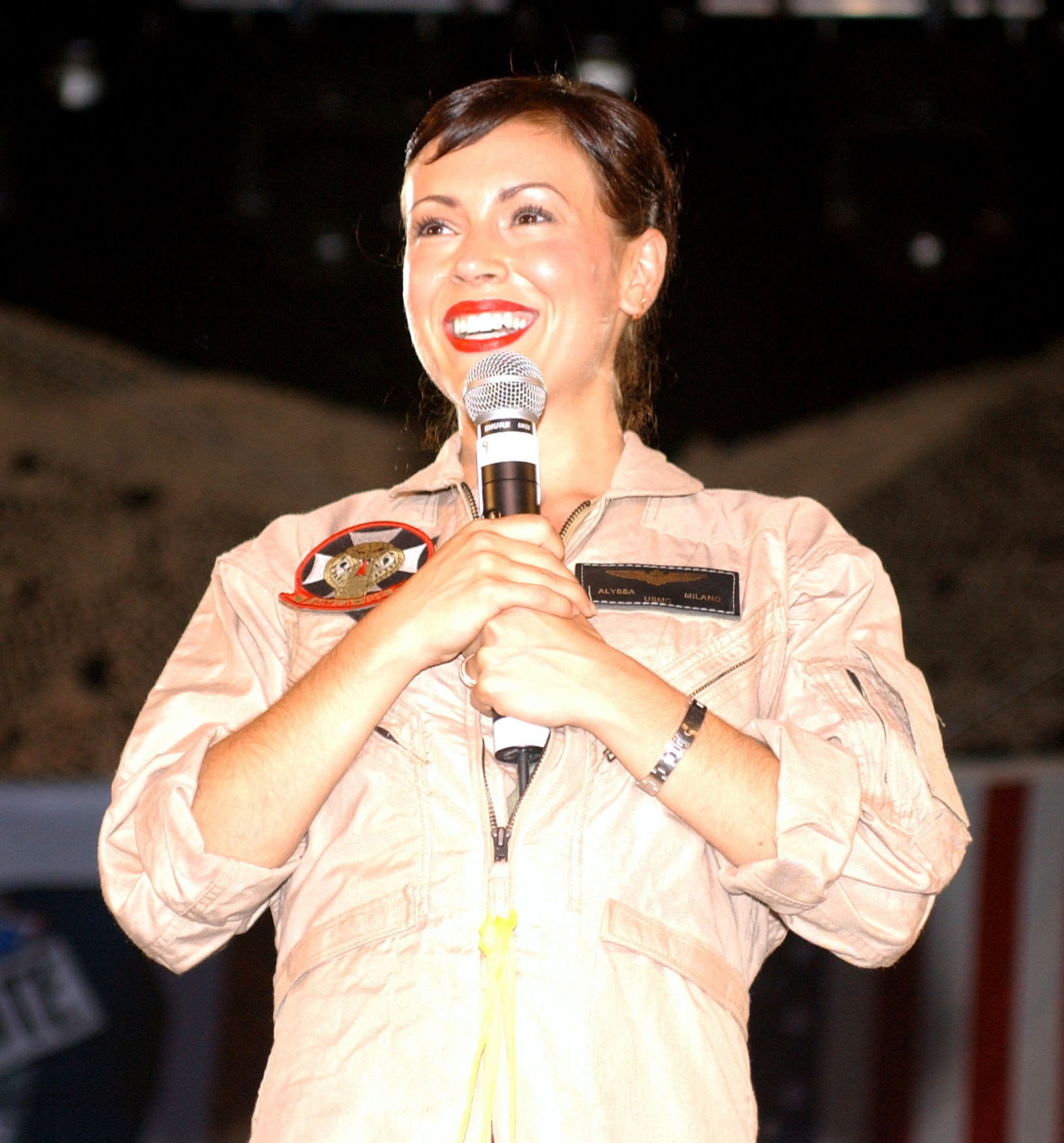
Milano spreekt als woordvoerster

Milano was al lang begaan met de arme kinderen uit Afrika en werd in 2003 door Unicef gevraagd als nationale ambassadeur. In 2002 gebruikte ze haar fotografie om geld in te zamelen. Ze vertrok in mei 2004 naar Angola en startte in hetzelfde jaar de campagne "Trick or Treat". Ze werd een woordvoerster voor verscheidene gelegenheden van Unicef.
Milano kreeg in 2004 voor haar bijdrage aan het goede doel de Spirit of Hollywood Award uitgereikt. In juni 2005 vertrok ze naar India, waar ze de slachtoffers van de tsunami hielp.
In de herfst van 2007 lanceerde Milano haar eigen kledinglijn, die ze TOUCH noemde. Hiervoor ontwierp ze kleding die gedragen kan worden bij honkbalwedstrijden en zich aanpast aan de mode-eisen van dan. Om haar kledinglijn te promoten, kreeg Milano haar eigen blog op de website van de Major League Baseball. Ze ontwerpt tegenwoordig ook kleding die gedragen kan worden bij football-, basketbal- en hockeywedstrijden. Ze zette die tak van haar carrière de daaropvolgende jaren door. Milano is een overtuigde vegetariër en verscheen in reclames voor PETA. Ook was ze in 2007 in reclames voor Feat te zien.

### Carrière na Charmed (2007-heden)

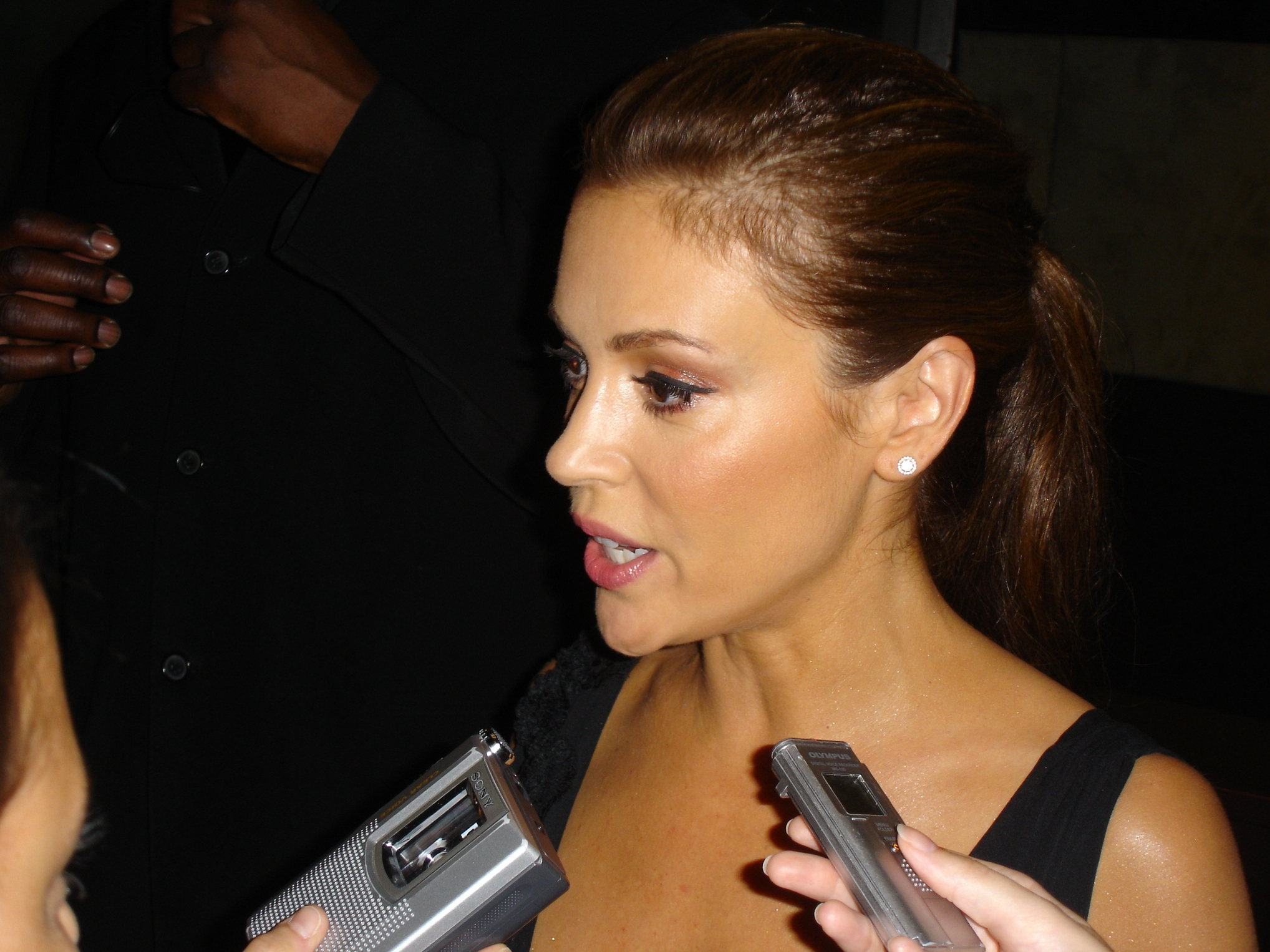
Milano bezoekt New York in juli 2008

Charmed werd in mei 2006 na acht seizoenen stopgezet. In september 2007 ging de onafhankelijke film The Blue Hour in première. Ook kreeg ze een terugkerende rol met minimaal acht afleveringen in de komische serie My Name Is Earl. Hierin zou ze herenigd worden met actrice Jaime Pressly, die eerder ook te zien was in Charmed.
In de zomer van 2007 begon Milano met de opnamen van Pathology, waarin ze tegenover Milo Ventimiglia acteerde. Na veel oponthoud kwam de release er in de lente van 2008. Aan het einde van 2007 werd aangekondigd dat Milano de hoofdrol zal hebben in de Lifetime-film Wisegal. Deze ging op 15 maart 2008 in première in de Verenigde Staten. Na haar rol in Charmed nam ze verscheidene pilots op voor ABC, waaronder Reinventing the Wheelers (2007), Single with Parents (2008) en Romantically Challenged (2009). Geen van alle werden opgepakt.
Op 15 augustus 2009 trouwde ze met David Bugliari, die actief is als tussenpersoon in Hollywood.
Eind februari 2011 kondigde ze op Twitter aan zwanger te zijn. Haar eerste kind, een zoon (Milo Thomas Bugliari), werd op 31 augustus 2011 geboren. Op 5 september 2014 kreeg ze haar tweede kind, een dochter (Elizabella Dylan Bulgiari).
Sinds de geboorte van haar dochtertje toont Milano zich ook als een fervent strijdster voor de rechten van vrouwen. Wanneer Charmed-collega Rose McGowan als een van velen naar voren komt met beschuldiging van seksueel misbruik door Harvey Weinstein, is dit de spreekwoordelijke druppel. Milano werd op haar 26ste zelf door een bekende Hollywoodbaas gedrogeerd en misbruikt. Ze viel dan ook haar ex-collega bij door de #MeToo-hashtag viraal te laten gaan. Het wordt een krachtig statement om aan de wereld te laten zien hoeveel vrouwen te maken hebben gekregen met seksueel misbruik. Deze doorbreekt de zwijgcultuur rond ongewenste intimiteiten, in Hollywood maar ook daarbuiten.

## Trivia
- De vorm van het gezicht van Ariel uit de Kleine Zeemeermin is gebaseerd op het gezicht van Milano.
- Rond seizoen 3 had Alyssa Milano een relatie met haar Charmed-collega Brian Krause, die Leo speelt in de serie. Hij verliet voor haar zijn vrouw en kind.

## Discografie
- 1992: Do You See Me?
- 1991: Locked Inside a Dream
- 1990: The Best in the World (compilatie)
- 1989: Alyssa
- 1989: Look in My Heart